# Japonsko na Letních olympijských hrách 2024
Japonsko na Letních olympijských hrách 2024 bylo třetí nejúspěšnější zemí.
Země získala 8 zlatých medailí v zápase, 3 zlaté medaile v judu a gymnastice a 2 zlaté medaile v skateboardingu a šermu. Po jedné zlaté medaili získalo Japonsko v breakdance a atletice.